# Leucorhynchia crossei
Leucorhynchia crossei is een slakkensoort uit de familie van de Skeneidae. De wetenschappelijke naam van de soort is voor het eerst geldig gepubliceerd in 1888 door Tryon.